# David Daniels
David Carlton Daniels (Spartanburg, Dél-Karolina, 1966. március 12. –) amerikai operaénekes (kontratenor), énektanár. Kiváló technikájának és színpadi játékának köszönhetően a hangfaja legkeresettebb énekese volt. Szólamkollégáitól eltérően nemcsak barokk műveket, hanem romantikus dalokat és kortárs zenét is énekelt. A médiában bátran megjelenített homoszexualitásával a meleg közösség egyik idoljává vált világszerte.

## Élete
Szülei énektanárok voltak, első leckéit is édesanyjától kapta, mellette zongorázni és gordonkázni tanult. Fiúkórusban is énekelt. Tizenegy éves korában szólót énekelt Mendelssohn Éliásában Robert Shaw vezényletével. Már középiskolásként nyert országos zenei versenyen.
Felsőfokú tanulmányait még tenorként kezdte a Cincinnati Egyetemen (BA, 1990), és így is folytatta George Shirley-nél a Michigani Egyetemen. 1992-ben, közvetlen a diplomakoncertje előtt jelentette be, hogy a kontratenor fachra vált. Drew Minter képezte át.
Első nagy sikerét 1994-ben a Glimmerglass Operafesztiválon (Cooperstown) Néróként aratta Monteverdi Poppeájában. A következő években sorra hódította meg az amerikai operaházakat és hangversenytermeket. 1999-ben mutatkozott be a Metropolitan Operában.
Európában legtöbbször a müncheni Bajor Állami Operában szerepelt, de fellépett a Covent Gardenben, a La Scalában, a Bécsi Állami Operában, a barcelonai Teatre del Liceuban is.
Oratóriumszólistaként Bach h-moll miséjében debütált a Berlini Filharmonikus Zenekarral Sir Roger Norrington vezényletével. Handel oratóriumainak is gyakori szólistája, esetenként szcenírozva is.
A kontratenorok közt egyedülálló módon, rendszeresen adott dalesteket német és francia romantikus és 20. századi zeneszerzők műveiből.
2013 nyarán mutatta be a Santa Fe Opera Theodore Morrison Danielsnek írott, Oscar Wilde életét feldolgozó Oscar c. operáját.

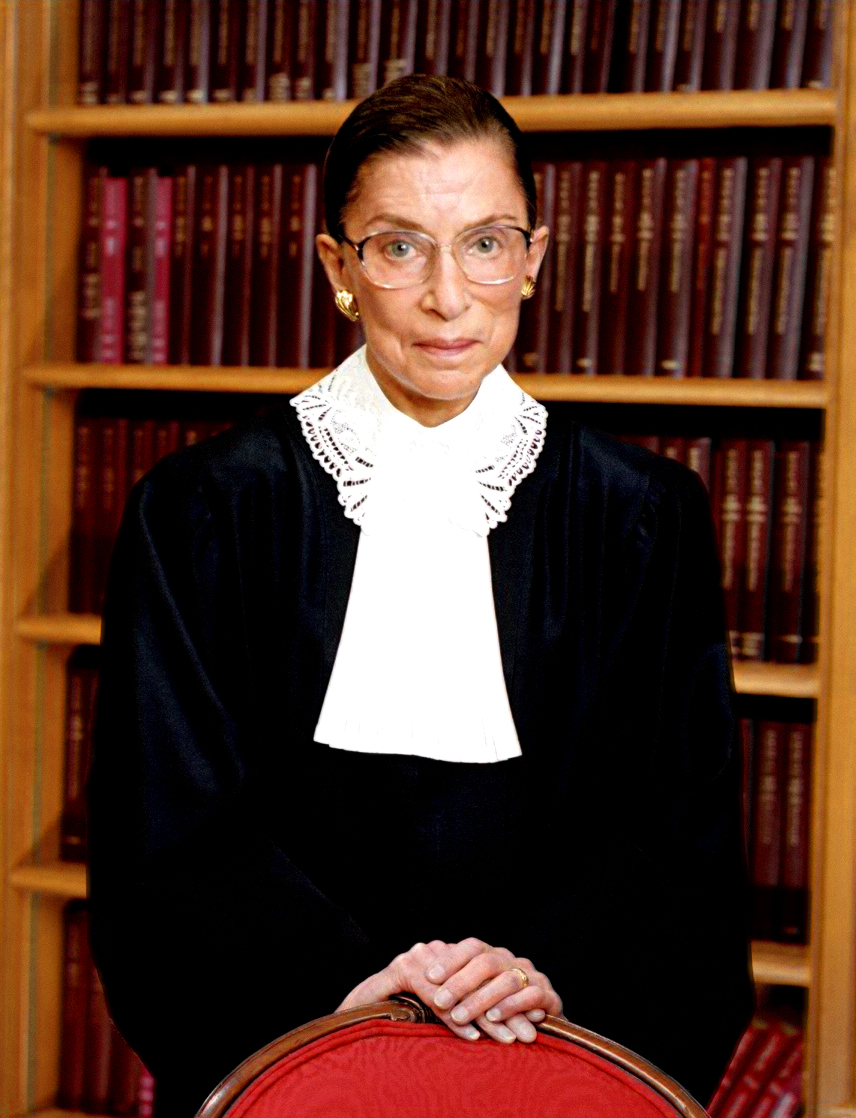
Ruth Bader Ginsburg

2014. június 21-én , Washingtonban kötött házasságot Scott Walters karmesterrel, akivel már évek óta együttéltek. A szertartás különlegességét az adta, hogy Ruth Bader Ginsburg végezte az esketést, aki az USA Legfelsőbb Biróságának bírája, az egyenlő jogok harcosa, a magánéletben pedig szenvedélyes operarajongó. Daniels kérte fel erre a feladatra.
2015-ben kezdett el tanítani egykori alma materében, a Michigani Egyetemen, énekesi karrierje ettől függetlenül folytatódott.
A Me Too-mozgalom 2018-ban felszínre hozta Danielsék szexuális visszaéléseit. Előbb Samuel Schultz baritonista vádolta meg őket azzal, hogy még 2010-ben egy houstoni előadás utáni partiról szállásukra csalták, és ott elkábították, majd megerőszakolták. Ezt jelentette a Michigani Egyetem áldozatvédelmi osztályán, akik Schultz ügyét továbbították a rendőrségnek. További két diák is hasonló „tapasztalatokról” számolt be az énekessel kapcsolatban. A vádat megalapozottnak találva, 2019. január 29-én letartóztták a párt, akik mindent tagadnak. Az amerikai törvények szerint 2–20 év börtönbüntetés várhat rájuk.
Az egyetem még 2018 augusztusában törölte oktatói közül Danielst, a San Frasciscó-i Opera pedig lemondta a 2018–19-es évadra lekötött fellépéseit.

## Szerepei
- Thomas Adès: A vihar — Trinculo

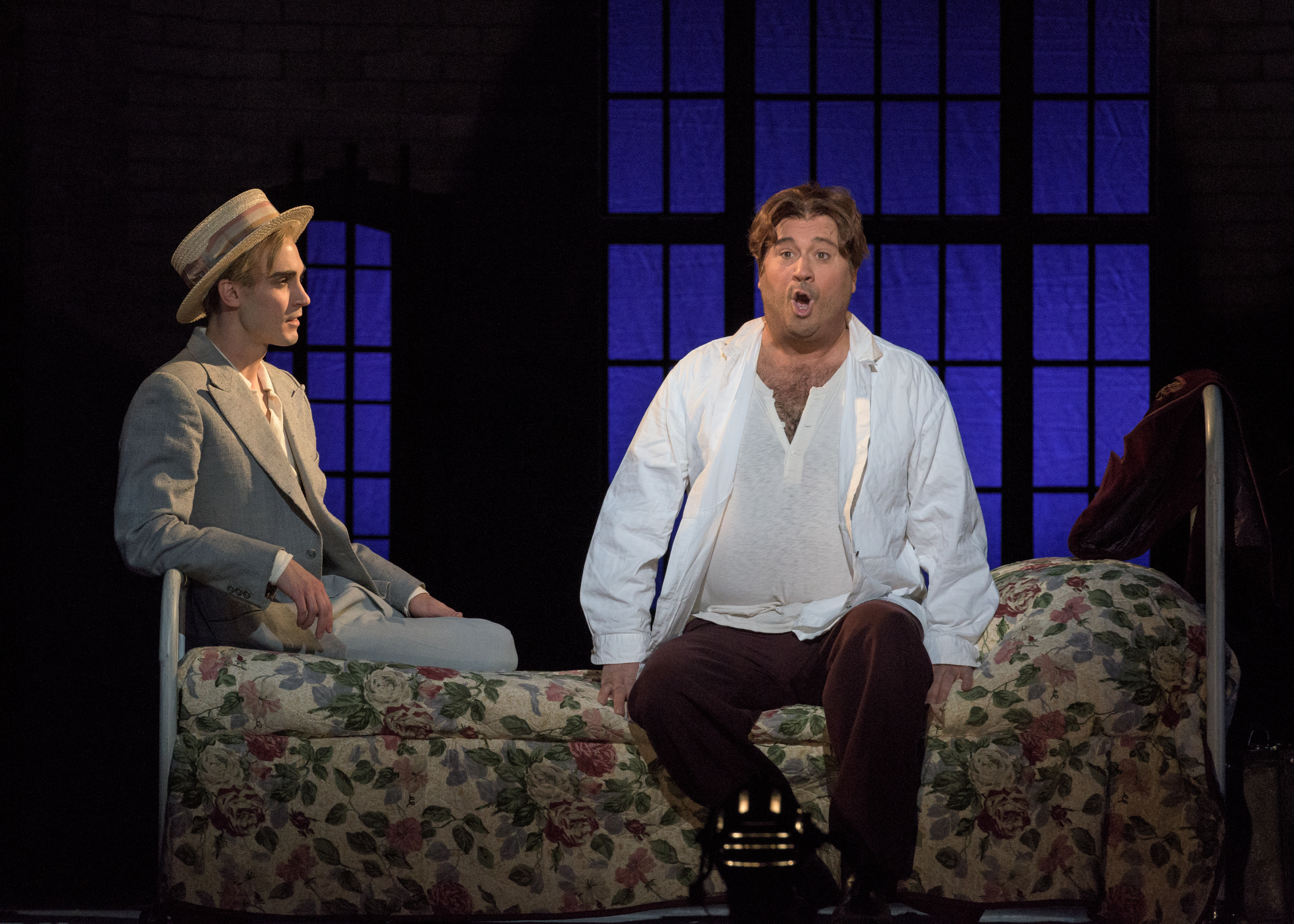
Oscar Wilde szerepében (jobbra) az Oscar philadelphiai előadásán (Bosie: Reed Luplau)

- Benjamin Britten: Szentivánéji álom — Oberon
- Christoph Willibald Gluck: Orfeusz és Euridiké — Orfeusz
- Georg Friedrich Handel: Julius Cæsar Egyiptomban — Julius Cæsar; Sextus
- Georg Friedrich Handel: Orlando — címszerep
- Georg Friedrich Handel: Parthenopé — Arsace
- Georg Friedrich Handel: Radamisto — címszerep
- Georg Friedrich Handel: Rodelinda — Bertarido
- Georg Friedrich Handel: Tamerlán — címszerep
- Georg Friedrich Handel: Xerxész — Arsamenes
- Claudio Monteverdi: Poppea megkoronázása — Ottone; Sextus
- Wolfgang Amadeus Mozart: Mithridatész, Pontusz királya — Farnace
- Theodore Morrison: Oscar — Oscar Wilde
- Jeremy Sams: Az elvarázsolt sziget (pasticcio) — Prospero

## Díjai, elismerései
- 1997 — Richard Tucker-díj
- 1999 — „Az év énekese” (Musical America)
- 2000 — „Az év férfiénekese” (BBC Music Magazine)

## Diszkográfia
- Handel: Theodora – Didymus (Dawn Upshaw, Frode Olsen, Richard Croft stb.; The Glyndebourne Chorus, a Felvilágosodás Korának Zenekara, vezényel: William Christie) (élő felvétel, Glyndebourne-i Fesztivál, 1996) Glyndebourne GFOCD 01496
- Alessandro Scarlatti: Kantáták II. (Arcadian Academy, vezényel: Nicholas McGegan) (1998) Conifer G010000269968C
- Handel: Operatic Arias (A Felvilágosodás Korának Zenekara, vezényel: Sir Roger Norrington) (1998) Erato 5453262
- Handel: Rinaldo – címszerep (Cecilia Bartoli, Ľuba Orgonášová, Bejun Mehta stb.; Academy of Ancient Music, vezényel: Christopher Hogwood) (1999) Decca 467 082-2
- David Daniels – Serenade (Martin Katz [zongora]) (1999) Erato 2435454005 és 6863612
- Sento Amor. Operatic arias (A Felvilágosodás Korának Zenekara, vezényel: Harry Bicket) (1999) Erato 5453652
- Stephanie Blythe: Handel/J S Bach Arias (Stephanie Blythe; Ensemble Orchestral de Paris, vezényel: John Nelson) Erato 5454752
- Handel-oratóriumáriák (Ensemble Orchestral de Paris, vezényel: John Nelson) (2000) Erato 5454972
- Vivaldi: Stabat Mater + Nisi Dominus + Longe mala, umbræ, terrores (Europa Galante, vezényel: Fabio Biondi) (2001) Erato 5454742
- Benjamin Britten: The Canticles (Ian Bostridge, Christopher Maltman; Timothy Brown [kürt], Aline Brewer [hárfa], Julius Drake [zongora]) (2002) Erato 5455252
- David Daniels & Craig Ogden: A Quiet Thing (Craig Ogden [gitár]) (2002–2003) Erato 5456012 és Warner 0269782
- Purcell: Dido és Æneas – Szellem (Susan Graham, Ian Bostridge, Felicity Palmer stb.; European Voices, Le Concert d’Astrée, vezényel: Emmanuelle Haïm) (2003) Erato 5034222 és 9668212
- Vivaldi: Bajazet – Tamerlán (Ildebrando d'Arcangelo, Patrizia Ciofi stb.; Europa Galante, vezényel: Fabio Biondi) (2004) Erato 5456762 és 4564592
- Pergolesi: Stabat Mater + f-moll Salve Regina (Dorothea Röschmann [szoprán], Europa Galante, vezényel: Fabio Biondi) (2005) Erato 3633402
- J. S. Bach: Sacred Arias & Cantatas (The English Concert, vezényel: Harry Bicket) (2007) Erato 5190372
- Handel: Xerxész – Arsamene (Anna Stéphany, Rosemary Joshua, Hilary Summers stb.; Early Opera Company, vezényel: Christian Curnyn) (2012) Chandos CHAN 0797(3)